# Phyxium bufonium
Phyxium bufonium là một loài bọ cánh cứng trong họ Cerambycidae.